# Reyniel Perdomo
Reyniel Antonio Perdomo Willis (Ciudad de Panamá, Panamá, 28 de abril de 2001) es un futbolista panameño que juega como lateral derecho en los Santos de Guápiles de la Primera División de Costa Rica cedido por el Alianza FC.

## Trayectoria

### Alianza FC
Se formó en las categorías inferiores del Alianza FC. Con el segundo equipo fue campeón del Torneo Apertura 2021 Liga Prom en donde le ganaron la final 2 a 1 contra el Mario Méndez FC en el Estadio Maracaná de Panamá. Disputó el Torneo Clausura 2021 Liga Prom en donde fueron eliminados en la final de la conferencia este tras perder 0 a 1 contra el CD Plaza Amador II en el Estadio Maracaná de Panamá. Salió campeón de la Superfinal de Liga Prom 2021 en donde le ganaron la final en un marcador de 4 a 1 contra la SD Panamá Oeste en el Estadio Rommel Fernández en donde fue titular y jugó hasta el minuto 59. Su debut profesional con el primer equipo en la Primera División de Panamá fue el 22 de agosto de 2021 en la derrota 1 a 2 contra el CD Árabe Unido en el Estadio Javier Cruz en donde fue titular y jugó hasta el minuto 52. En el Torneo Clausura 2021 jugó 11 partidos en donde fueron eliminados en las semifinales tras perder en un marcador global de 1 a 0 contra el Tauro FC en donde jugó en los 2 partidos. Salió campeón del Torneo Apertura 2022 en donde le ganaron la final 1 a 2 contra el Sporting San Miguelito en el Estadio Rommel Fernández en donde no estuvo convocado, en dicho torneo jugó 13 partidos y anotó 1 gol. En la Liga Concacaf 2022 jugó 2 partidos en donde fueron eliminados en los octavos de final tras perder en un marcador global de 1 a 6 contra la LD Alajuelense en donde jugó en los 2 partidos. En el Torneo Clausura 2022 jugó 11 partidos en donde quedaron en la cuarta posición de la conferencia este quedándose a un pasó de los playoff. En el Torneo Apertura 2023 jugó 11 partidos en donde quedaron en la última posición de la conferencia este. En el Torneo Clausura 2023 jugó 17 partidos y anotó 2 goles en donde fueron eliminados en las semifinales tras perder en un marcador global de 3 a 1 contra el Tauro FC en donde jugó en los 2 partidos. En el Torneo Apertura 2024 jugó 14 partidos y anotó 1 gol en donde quedaron en la cuarta posición de la conferencia este a un paso de los playoff.

### Santos de Guápiles
El 27 de junio de 2024 fue anunciado su cesión por el Alianza FC a los Santos de Guápiles.

## Selección nacional

### Categorías inferiores
El 23 de mayo de 2022, fue llamado por David Dóniga Lara para la selección sub-21 de Panamá para disputar el Torneo Maurice Revello de 2022 celebrado en Francia en donde jugaron 3 partidos en donde quedaron en la séptima posición tras ganarle 3 a 1 contra Comoras en el Stade D'Honneur Mallemort en donde fue suplente y entró al minutó 60 por Luis Yohan Asprilla. El 30 de mayo de 2022, fue llamado por Jorge Dely Valdés para la selección sub-23 de Panamá para disputar el Torneo Maurice Revello de 2023 celebrado en Francia, Salió campeón ganándole la final 4 a 1 contra México en el Stade Marcel Roustan en donde fue titular y jugó todo el partido, en dicho torneo jugó 5  partidos y anotó 2 goles en donde quedó en el once ideal.

### Selección absoluta
Su debut con la selección absoluta el 12 de marzo de 2023 en el empate 1 a 1 contra Guatemala en un partido amistoso en el PayPal Park en los Estados Unidos en donde fue titular y jugó hasta el minuto 61.

### Participaciones en selección nacional
| Copa                        | Categoría | Sede    | Resultado | Partidos | Goles |
| --------------------------- | --------- | ------- | --------- | -------- | ----- |
| Torneo Maurice Revello 2022 | Sub-21    | Francia | 7.º lugar | 3        | 0     |
| Torneo Maurice Revello 2023 | Sub-23    | Francia | Campeón   | 5        | 2     |

## Clubes
| Club               | País       | Año         |
| ------------------ | ---------- | ----------- |
| Alianza FC         | Panamá     | 2021 - 2024 |
| Santos de Guápiles | Costa Rica | 2024 - act. |

## Palmarés

### Títulos nacionales
| Título                     | Club          | País   | Año    |
| -------------------------- | ------------- | ------ | ------ |
| Conferencia Este           | Alianza FC II | Panamá | 2021-A |
| Liga Prom                  | Alianza FC II | Panamá | 2021-A |
| Superfinal de la Liga Prom | Alianza FC II | Panamá | 2021   |
| Primera División           | Alianza FC    | Panamá | 2022-A |